# Valentina Lutaeva
Valentina Ivanovna Berzina, coniugata Lutaeva (in russo Валентина Ивановна Берзина-Лутаева?, in ucraino Валентина Іванівна Берзіна-Лутаєва?, Valentyna Ivanivna Berzina-Lutajeva; Zaporižžja, 18 giugno 1956 – 12 gennaio 2023), è stata una pallamanista sovietica, di nazionalità ucraina.

## Biografia
Valentina Lutaeva entrò nel club ZTR Zaporižžja con il quale arrivò terza nel Campionato dell'URSS del 1977. Nel 1986 entrò a far parte del Handbol'nyj Klub Motor, della stessa città, prima di trasferirsi nel 1989 a Breslavia e nel 1990 a Bratislava.
Con la nazionale dell'URSS divenne campionessa olimpica nel 1980.

## Palmarès
- Mosca 1980: oro